# 滦州 (古代)
滦州，辽朝时始置的州，辖区在今河北省唐山市境。
辽朝天赞二年（923年），析平州地置，治所在义丰县（迁定州义丰县俘户侨置，今河北省滦县）。因境有滦河，故名。属南京道。辖境相当今河北省滦县、滦南、乐亭等地。北宋末年，金灭辽，宋欲得平、滦之地，即此。元朝时，属永平路。明朝时，属永平府。洪武二年（1369年）九月，州治义丰县省入，下领乐亭县。清朝时，仍属永平府，不辖县，考评：难。州判驻胡各庄，巡司驻榛子镇。另有三镇：刘河口镇、稻地镇、开平镇。晚清时，著名的开滦煤矿即在开平镇。由此，滦州境内有中国最早官方许可建设的铁路——唐胥鐵路。1913年，全国废府州厅改县，是为滦县。 